# 爆竹柳
爆竹柳（学名：Salix fragilis）是杨柳科柳属的植物。分布于欧洲、俄罗斯以及中国大陆的辽宁、黑龙江等地，生长于海拔215米至1,700米的地区，一般生长在河边、湿地以及干旱地，目前已由人工引种栽培。